# Маргарита (ім'я)

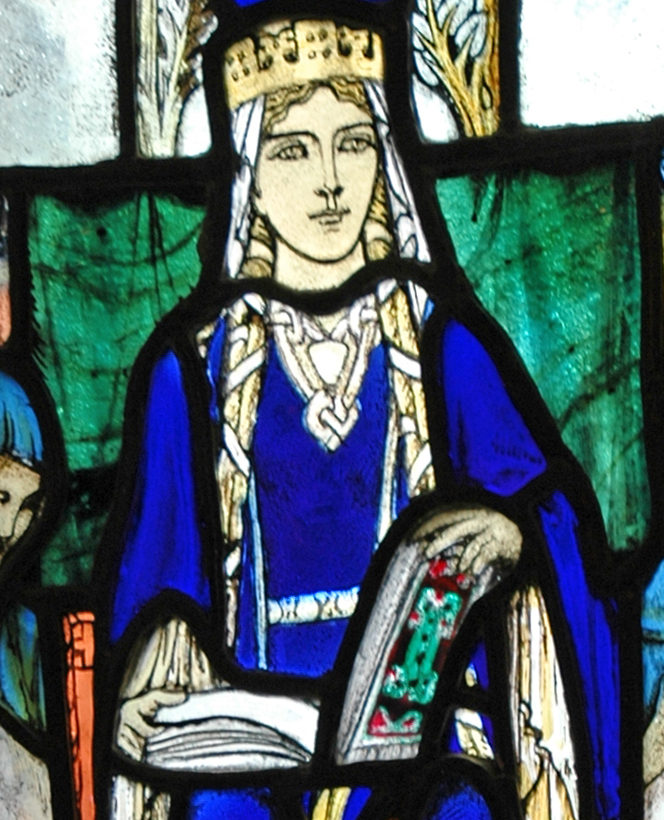
Св. Маргарита Шотландська

Маргарита — жіноче ім'я, в перекладі з грецької означає «перлина» (грец. µαργαριτης). Розмовні форми: Марго, Рита, Маргаритка, Ритка.

## Походження
Дослідники припускають, що воно може походити з санскриту मञ्यरी mañjarī. Також, ім'я може бути перського походження, від слова marvârid (مروارید), перли або дочка світла, походить з сім`ї аристократів.
В старогрецькій міфології «Маргарітос» — один з епітетів богині Афродити, котра окрім жіночої краси опікувалась ще й мореплавцями, в античні часи її храми були на багатьох островах Середземного моря і моряки жертвували своїй покровительці дорогоцінні перли.
Маргарет, як англійське жіноче ім'я, стає популярним з 11 століття, і залишалося популярним протягом усього середньовіччя. Воно стало менш популярним між 16 і 18 століттями, але стало більш поширеним після цього періоду, ставши другим найпопулярнішим ім'ям в Сполучених Штатах в 1903 році. З цього часу вона стало зустрічатися рідше, але входить до десяти найбільш поширених імен для жінок різного віку в Сполучених Штатах (відповідно до перепису 1990 року).
Маргарита має велику кількість скорочених форм у різних мовах. В тому числі: Меггі, Медж, Мардж, Мег, Меган, Міг, Moggie, Рита, Маргаритка, Грета, Гретель, Гретхен, Магі, Марго, Моллі, Меггі, Маргі, Пеггі і Пег.

## Імена в різних мовах
- Чеська — Markéta
- Данська — Margrethe
- Фінська — Margareeta, Maarit
- Французька — Marguerite
- Ірландська — Mairéad
- Німецька — Margarete, Margareta
- Угорська — Margit, Margaréta
- Італійська — Margherita
- Польська — Małgorzata, Gosia, Małgosia
- Санскрит — Mandjari
- Шведська — Margareta, Margit, Greta, Rita
- Українська — Маргарита, Рита

## Відомі особистості

### Знать
- Маргарита Шотландська — королева Шотландії, свята католицької церкви, покровителька Шотландії. Дочка давньоруської князівни Агати — доньки Ярослава Мудрого [2] та її чоловіка — англійського короля Едварда Вигнанця. Дружина шотландського короля Малкольма III.
- Маргарита I (графиня Фландрії)
- Маргарита II Фландрська — графиня Фландрії та Ено.
- Маргарита I Данська — королева Норвегії з 1388 до 1412 року, Данії з 1377 до 1412 року, Швеції з 1389 до 1412 року. Походила з династії Естрідсенів.
- Маргарита I (герцогиня Беррі) — французька письменниця періоду Відродження. Королева-консорт Наварри. Сестра французького короля Франциска I. Мати наваррської королеви Іоанни III.
- Маргарита II (герцогиня Беррі) — французька принцеса, герцогиня Беррі, герцогиня-консорт Савойї.
- Маргарита Валуа — дочка короля Франції Генріха II і Катерини Медічі. Носила титули: королеви Франції та Наварри, графині Ажанської, герцогині Валуа, а в літературу увійшла як королева Марго.